# Shonan Bellmare
Lo Shonan Bellmare (湘南ベルマーレ?, Shōnan Berumāre) è una società calcistica giapponese con sede nella città di Hiratsuka. Milita nella J1 League, la massima divisione del campionato giapponese.
Il nome è composto da due parti: Shonan si riferisce all'area dove è situata Hiratsuka; Bellmare, invece, deriva dai termini latini bellus (grazioso) e mare (che sta per "marino").

## Storia
Il club fu fondato nel 1968 come Towa Estate Development S.C. a Tochigi. Nel 1972 ottenne la promozione nella prima divisione della Japan Soccer League e, dopo la cessione del club dalla Towa Estate Development alla Fujita Kogyo, variò denominazione in Fujita Kogyo S.C. e trasferì la propria sede a Hiratsuka.
Tra il 1977 e il 1981, vinse tre volte la Japan Soccer League, oltre a ottenere due double in virtù dei trionfi in Coppa dell'Imperatore. Terminato il periodo postivo, tuttavia, nel 1990 retrocesse in seconda divisione. Nonostante la vittoria dell'ultimo campionato disputato nella seconda divisione della JSL (1991-92), la squadra non fu ammessa alla partecipazione della nascente J. League poiché non rispettava i requisiti necessari previsti dalla federazione, per cui al suo posto fu promosso il Kashima Antlers, giunto secondo.
Nel 1993, il club cambiò nome in Shonan Bellmare e ottenne l'ingresso come membro associato della J. League. In quell'anno disputò e vinse il campionato di prima divisione della Japan Football League, allora corrispondente alla seconda serie nazionale. Dopo la ristrutturazione dello stadio, necessaria per soddisfare i requisiti richiesti dalla J. League, fu approvata la partecipazione della squadra alla massima divisione nipponica. Dato che era richiesta la designazione di un'unica città come sede principale e l'inserimento obbligatorio del nome della città in quello del team, lo Shonan Bellmare fu rinominato Bellmare Hiratsuka.
Nella prima stagione in J. League, il club si piazzò al penultimo posto in classifica nel primo stage (girone d'andata) e al secondo posto nel secondo stage (girone di ritorno). Nello stesso periodo, vinse la Coppa dell'Imperatore, che consentì la partecipazione alla Coppa delle Coppe dell'AFC, conquistata nel 1996 battendo in finale gli iracheni dell'Al-Talaba.
Quattro calciatori del Bellmare furono convocati per partecipare al campionato del mondo 1998: Hidetoshi Nakata, Wagner Lopes, Hong Myung-bo e Nobuyuki Kojima. Dopo il trasferimento di Nakata al Perugia al termine dei Mondiali, il club subì una fase di declino. Nel 1999 lo sponsor principale, Fujita, decise di interrompere i finanziamenti a causa di difficoltà economiche: ciò comporto la cessione dei calciatori con ingaggi elevati (tra cui Lopes, Hong e Kojima) e la stagione si concluse con la retrocessione in J. League 2.
Nel 2000, la proprietà del club fu ceduta a un'organizzazione locale e fu ripristinata la denominazione precedente, Shonan Bellmare.
Il 5 dicembre 2009, grazie al terzo posto ottenuto in J. League 2, la squadra ottenne la promozione in massima serie, ma al termine della stagione retrocesse nuovamente in cadetteria. Dopo una serie di promozioni e retrocessioni in rapida successione, tornò nell'élite del calcio giapponese nel 2017, sotto la guida tecnica di Cho Kwi-jae, che guidò la squadra alla vittoria della J.League Cup nell'annata successiva.

## Allenatori
- 1990-1995  Mitsuru Komaeda
- 1995-1996  Shigeharu Ueki
- 1996  Toninho Moura
- 1996-1999  Shigeharu Ueki
- 1999  Eiji Ueda
- 1999-2000  Mitsuru Komaeda
- 2000-2001  Hisashi Katō
- 2001-2002  Kōji Tanaka
- 2003  Ajam Boujarari Mohammed
- 2003-2004  Matsuichi Yamada
- 2004  Tatsuya Mochizuki
- 2004-2006  Eiji Ueda
- 2006-2009  Masaaki Kanno
- 2009-2012  Yasuharu Sorimachi
- 2012-2019  Cho Kwi-jae
- 2019  Kenji Takahashi
- 2019-2021  Bin Ukishima
- 2021-Oggi  Satoshi Yamaguchi

## Calciatori

### Calciatori convocati ai mondiali
Mondiali di calcio 1998
- Hidetoshi Nakata
- Nobuyuki Kojima
- Wagner Lopes
- Hong Myung-bo

## Diffusione nella cultura di massa
Dal 23 aprile 2021 lo Shonan Bellmare ha ricevuto un grande seguito in Italia, dopo che gli youtuber Sommobuta e OnePiece.it hanno deciso di "adottarlo", chiedendo ai loro iscritti di commentare i post del club su Instagram e supportare la squadra durante le partite. Gli influencer hanno inoltre deciso di dedicare, una volta alla settimana, uno spazio agli highlights delle gare disputate dallo Shonan Bellmare.

## Palmarès

### Towa / Fujita
- All Japan Vase: 1971
- Japan Soccer League: 3 (1977, 1979, 1981)
- JSL Cup: 1 (1973)
- Coppa dell'Imperatore: 2 (1977, 1979)

### Bellmare Hiratsuka / Shonan Bellmare

#### Competizioni nazionali
- Coppa dell'Imperatore: 1 (1994)
- J2 League: 2 (2014, 2017)
- Coppa J. League: 1 (2018)

#### Competizioni internazionali
- Coppa delle Coppe dell'AFC: 1

1995

#### Altri piazzamenti
- Coppa J. League:

Semifinalista: 1996
- Supercoppa del Giappone:

Finalista: 1995
- J2 League:

Secondo posto: 2012
Terzo posto: 2009
- Coppa Suruga Bank:

Finalista: 2019

## Organico

### Rosa 2025
Rosa e numerazione aggiornate al 7 luglio 2025.
| N. |                     | Ruolo | Calciatore              |
| -- | ------------------- | ----- | ----------------------- |
| 1  | Giappone (bandiera) | P     | William Popp            |
| 4  | Giappone (bandiera) | D     | Kōki Tachi              |
| 5  | Giappone (bandiera) | C     | Jun'nosuke Suzuki       |
| 6  | Brasile (bandiera)  | C     | Zé Ricardo              |
| 7  | Giappone (bandiera) | C     | Kōsuke Ōnose            |
| 8  | Giappone (bandiera) | D     | Kazunari Ōno            |
| 9  | Giappone (bandiera) | A     | Yūtarō Oda              |
| 10 | Giappone (bandiera) | A     | Akito Suzuki (capitano) |
| 13 | Giappone (bandiera) | C     | Taiyō Hiraoka           |
| 14 | Giappone (bandiera) | C     | Akimi Barada            |
| 15 | Giappone (bandiera) | C     | Kōhei Okuno             |
| 16 | Giappone (bandiera) | A     | Ryō Nemoto              |
| 17 | Giappone (bandiera) | C     | Sōki Tamura             |
| 18 | Giappone (bandiera) | C     | Masaki Ikeda            |
| 20 | Giappone (bandiera) | C     | Sena Ishibashi          |
| 21 | Giappone (bandiera) | P     | Tatsunari Nagai         |
| 22 | Giappone (bandiera) | D     | Kazuki Ōiwa             |

| N. |                          | Ruolo | Calciatore         |
| -- | ------------------------ | ----- | ------------------ |
| 23 | Giappone (bandiera)      | D     | Kanaru Matsumoto   |
| 24 | Giappone (bandiera)      | D     | Kōtarō Honda       |
| 25 | Giappone (bandiera)      | C     | Hiroaki Okuno      |
| 27 | Brasile (bandiera)       | A     | Luiz Phellype      |
| 29 | Giappone (bandiera)      | A     | Keigo Watanabe     |
| 31 | Giappone (bandiera)      | P     | Kōta Sanada        |
| 32 | Giappone (bandiera)      | D     | Sere Matsumura     |
| 33 | Giappone (bandiera)      | D     | Naoya Takahashi    |
| 37 | Giappone (bandiera)      | C     | Yūto Suzuki        |
| 47 | Corea del Sud (bandiera) | D     | Kim Min-tae        |
| 50 | Giappone (bandiera)      | C     | Tomoya Fujii       |
| 66 | Giappone (bandiera)      | C     | Hiroya Matsumoto   |
| 72 | Giappone (bandiera)      | A     | Ryō Nitta          |
| 77 | Giappone (bandiera)      | A     | Hiratsugu Ishii    |
| 81 | Giappone (bandiera)      | P     | Shun Yoshida       |
| 99 | Giappone (bandiera)      | P     | Naoto Kamifukumoto |

### Staff tecnico
Staff tecnico aggiornato al 20 aprile 2025.
- Satoshi Yamaguchi - Allenatore
- Riki Takagi - Viceallenatore
- Yoshihiro Natsuka - Collaboratore tecnico
- Masahiro Koga - Collaboratore tecnico
- Takeaki Yuhara - Preparatore portieri
- Yūta Iguchi - Preparatore fisico

## Calcio a 5
A partire dal 2007 lo Shonan Bellmare partecipa anche al principale campionato giapponese di calcio a 5, la F. League, attraverso una propria formazione.